# 佐香智久
佐香智久（日语：／ Sakō Tomohisa，1991年12月26日—），日本唱作歌手。Nico歌手時期名稱為少年T。出生於北海道札幌市。魔羯座。血型O型。

## 概要
由於其居住地札幌十分寒冷、不能夠在街上表演、2009年在影片網站主要以少年T為名，開始網路歌手生涯，活躍於niconico。2011年2月9日以「Tomohisa」為名的個人CD《Promise》發售。2012年3月28日以佐香智久為名正式出道，推出首張個人單曲「愛言葉」。出道後參與大部分發行的樂曲的作曲、作詞。在官方網站mixi頁面有畫著以「ゲコチュー」為名的原創角色。另外、ミュージカル等等和海外live也有出演。出道後曾前往日本各地出席個人單曲的宣傳活動。
身為唱作歌手，他的作品幾乎全是自行作曲填詞，最近也會參與其他歌手作曲填詞的工作，例如他的唱見朋友天月、kain等人。

## 簡曆
2011年
- 2月9日 - 以「Tomohisa」為名稱的個人CD《Promise》發售。

2012年
- 3月28日 - 以「佐香智久」的名稱正式出道。推出首隻單曲「愛言葉」。
- 6月6日 － 推出首張單曲作為動畫《少年同盟》第二季主題曲的《一直以來》（ずっと）發售。
- 8月8日 - 推出第三單曲《半分子》（はんぶんこ），也作為音樂節目『COUNT DOWN TV』2012年8月期的片頭曲。
- 10月3日 - 推出第四單曲《你的愛情月曆》（君恋カレンダー）。
- 12月31日 - 在日本全国網絡節目「R的法則」（NHK Eテレ）初次演出。

2013年
- 1月5日 - 在FM ROCK KIDS（AIR-G'|FM北海道制作）作為パーソナリティ第一次常規地在電台節目上出現。
- 1月30日 - 推出第五單曲 《我們的歌曲》（僕たちの歌），也作為動畫《絕園的暴風雨》的新片尾曲。
- 2月27日 - 推出首張專輯 《你好。》（はじめまして。）。
- 7月1日 - 佐香智久官方Fan Club「T-Family」在手機版及智慧型手機版開設。
- 7月14日 - 在台北特別A-LIVE和春奈露娜參與出演。在台灣的台北市舉辦，也是正式出道後的第一次海外Live演出。
- 7月17日 - 推出第六單曲 《Bye Bye》（バイバイ）。
- 12月4日 - 推出第七單曲 《Colorful world》（カラフルワールド），也作為動畫「眼鏡部！」新片尾曲。

2014年
- 3月5日 - 推出第八單曲《魔法夜與不思議之華爾滋》（魔法の夜と不思議なワルツ）。
- 8月6日 - 推出第九單曲《少年與機器人》（少年とロボット）。

2015年
- 4月29日 - 推出第十單曲《收服一切》（ゲッタバンバン），也作為動畫《神奇寶貝XY》的新片頭曲。
- 7月22日 - 推出第二張專輯《僕から君へ》。

2016年
- 10月8日，來台舉行演唱會「你是一定會來看我演唱會的吧。應該。」[1]及見面會[2]。

2017年
- 4月，由原先SME Records移轉至同為索尼旗下為動漫歌手開設的新品牌SACRA MUSIC。[3]
- 10月9日，和天月、96貓一同在三創生活ClapperStudio聯合舉行見面會和公演[4]。

## 簡介
- 原本是一名大學専門學校生，為了專注在音樂發展而休學一年。
- 在札幌的家中飼養了一隻貓叫「みゃお」，而他最愛的動物也是貓。
- 二十歲剛成年時，不擅長喝酒。
- 興趣是漫畫、繪圖和遊戲。
- 和父母、兄弟之間關係不錯，曾表示感謝父母讓自己去完成喜歡的事業。

## 唱片

### 單曲
| 枚   | 發售日期      | 標題                                                               | 產品編號     | 產品編號  | 產品編號    | 最高排名 |
| 枚   | 發售日期      | 標題                                                               | 初回限定盤   | 通常盤    | 期間限定盤  | 最高排名 |
| ---- | ------------- | ------------------------------------------------------------------ | ------------ | --------- | ----------- | -------- |
| 1st  | 2012年3月28日 | 愛言葉                                                             | SECL-1095/6  | SECL-1097 |             | 16位     |
| 2nd  | 2012年6月6日  | ずっと（一直以來）                                                 | SECL-1134/5  | SECL-1136 | SECL-1137   | 12位     |
| 3rd  | 2012年8月8日  | はんぶんこ（半分子）                                               | SECL-1166/7  | SECL-1168 |             | 28位     |
| 4th  | 2012年10月3日 |                                                                    | SECL-1190/1  | SECL-1192 |             | 13位     |
| 5th  | 2013年1月30日 | 僕たちの歌（我們的歌曲）                                           | SECL-1268/9  | SECL-1270 | SECL-1271/2 | 17位     |
| 6th  | 2013年7月14日 | バイバイ（Bye Bye）                                                | SECL-1351/2  | SECL-1353 |             | 25位     |
| 7th  | 2013年12月4日 | カラフルワールド（Colorful world）                                 | SECL-1440/1  | SECL-1442 |             | 31位     |
| 8th  | 2014年3月5日  | 魔法の夜と不思議なワルツ（魔法夜與不思議之華爾滋）                 | SECL-1465/6  | SECL-1467 |             | 31位     |
| 9th  | 2014年8月6日  | 少年とロボット（少年和機器人）                                     | SECL-1546/7  | SECL-1548 |             | 48位     |
| 10th | 2015年4月29日 | ゲッタバンバン（收服一切）                                         | SECL-1684/5  | SECL-1686 |             | 19位     |
| 11th | 2016年8月10日 | いつか君はそいつと別れるに決まってる（終有一日妳肯定會離開那傢伙） | SECL-1949/50 | SECL-1951 |             | 26位     |
| 12th | 2017年5月10日 | フローリア（Floria）                                               | VVCL-1019/20 | VVCL-1021 | VVCL-1022   | 27位     |

### 專輯
| 枚  | 發售日期      | 標題 | 產品編號        | 產品編號  | 產品編號   | 最高排名 |
| 枚  | 發售日期      | 標題 | 初回限定盤      | 通常盤    | 期間限定盤 | 最高排名 |
| --- | ------------- | ---- | --------------- | --------- | ---------- | -------- |
| 1st | 2013年2月27日 |      | SECL-1285/6     | SECL-1287 |            | 27位     |
| 2nd | 2015年7月22日 |      | SECL-1732/3/4/5 | SECL-1736 |            | 16位     |

### 迷你专辑
| #   | 發售日        | 名稱 | 唱片編號               | 发售形态  | 备注              | Oricon週榜 最高位 |
| --- | ------------- | ---- | ---------------------- | --------- | ----------------- | ----------------- |
| 1st | 2018年3月21日 |      | VVCL-1194 ～ VVCL-1195 | CD+DVD CD | 初回限定盤 通常盤 | 38位              |

### 使用
| 曲名               | 使用                                           |
| ------------------ | ---------------------------------------------- |
| 一直以來           | 電視動畫《少年同盟2》片頭曲                    |
| 半分子             | 音樂電視節目『COUNT DOWN TV』2012年8月期片頭曲 |
| 明天見             | PUMA x ABC-MART Campaign 商業搭配 Song         |
| 我們的歌曲         | 電視動畫《絕園的暴風雨》片尾曲2                |
| Colorful world     | 電視動畫《眼鏡部!》片尾曲                      |
| 收服一切           | 電視動畫《神奇寶貝XY》片頭曲3                  |
| 亮晶               | 電視動畫《神奇寶貝XY》插入曲（希特隆角色歌）   |
| フローリア         | 電視動畫《 夏目友人帳 陸》片頭曲               |
| 不完全モノクローグ | 電視動畫《我讓最想被擁抱的男人給威脅了》片頭曲 |

## 出演

### 電視節目
- 2012年12月31日 - NHK「Rの法則」大晦日の2時間の拡大放送！

### 舞台
- （2011年8月3日 - 7日） - ホアン・ボルジア 役
- 舞台 我們仍未知道那天所看見的花名。（2022年2月2日 - 6日） - 松雪集

### 出席活動
- 2012年11月26日 - PUMA×ABC-MART Campaign Special Live。
- 2012年12月11日 - 聖誕節演出。
- 2013年2月13日 - 首次情人節直播表演。
- 2013年7月14日 - 與春奈露娜一起在「台北特別A-Live 2013」演出，亦是出道後個人首次海外演出。
- 2013年9月14日 - 「ボクと夏にバイバイ」Live演出。

### 電視動畫
主要角色以粗體表示

2013年
- 眼鏡部！（汽車部部員）

2018年
- 百鍊霸王與聖約女武神（賓格索爾）
- 我讓最想被擁抱的男人給威脅了（小滿）

### 遊戲
2018年
- NG(遊戲)（天生目聖司）

## 外部連結
- 佐香 智久 Official Website
- http://ameblo.jp/syounen-t/（页面存档备份，存于）
- 佐香智久 Twitter（页面存档备份，存于）
- 佐香 智久 Official Facebook 專頁（页面存档备份，存于）